# Кам'янка африканська
Кам'янка африканська (Oenanthe seebohmi) — вид горобцеподібних птахів родини мухоловкових (Muscicapidae). Мешкає в регіоні Магрибу, зимує у західній частині Сахелю. Раніше вважався підвидом звичайної кам'яннки, однак у 2021 році був визнаний окремим видом.

## Опис

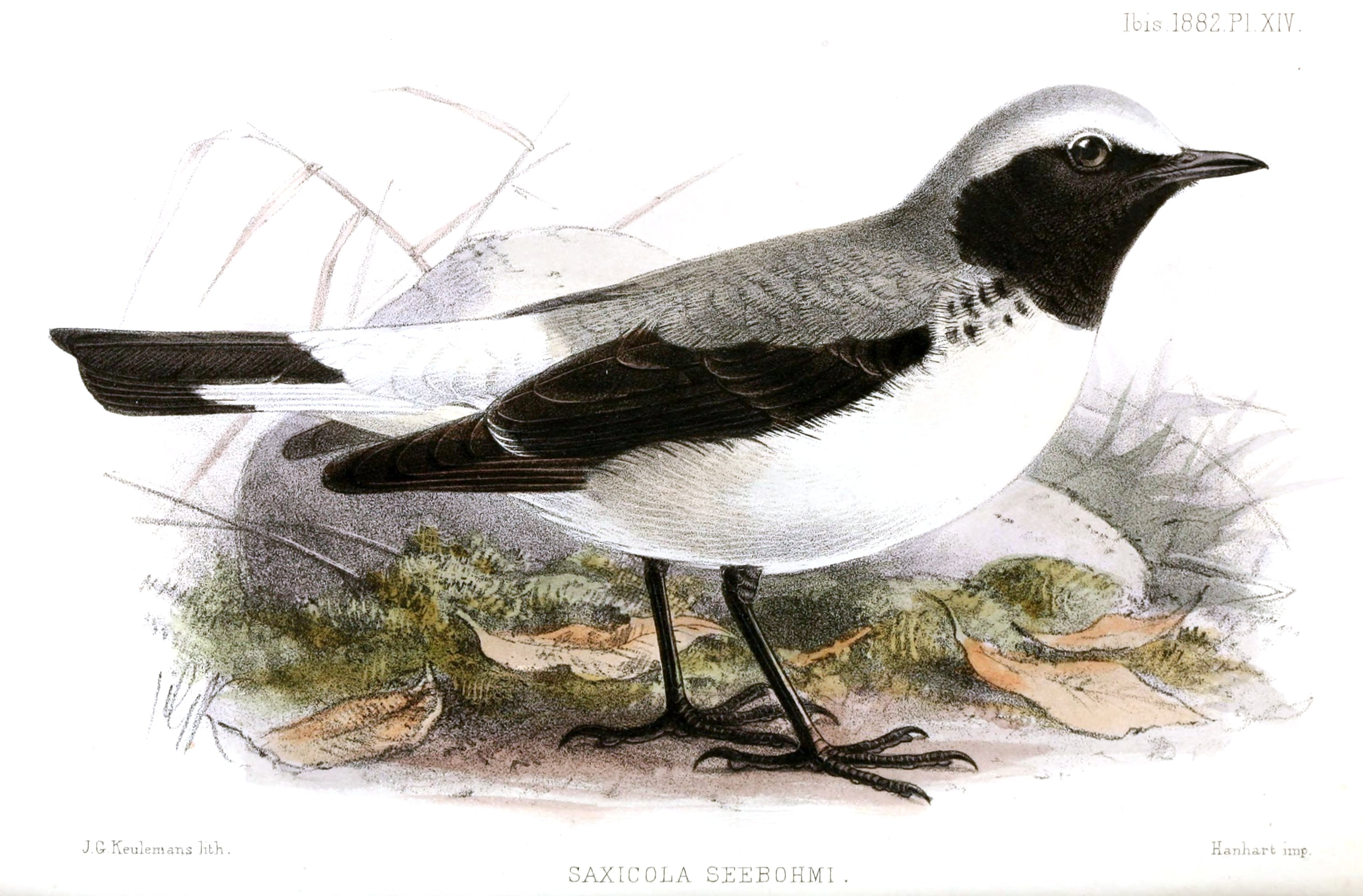
Африканська кам'янка

Африканські кам'янки є дуже схожими на звичайних кам'янок: верхня частина тіла у них сіра, крила чорні, центральна частина і кінець хвоста чорні. Однак під час сезону розмноження у самців африканської кам'янки горло чорне, нижні покривні пера крил чорні, біла пляма на лобі більша. Крім того, груди і нижня частина тіла у самців є більш світлими, крила коротшими, а хвіст і дзьоб довшими. Самиці африканських кам'янок є загалом подібними до самиць звичайних кам'янок, однак у деяких особин горло є темно-сірим. Спів африканських кам'янок є дещо тихішим і менш різким, ніж у звичайних кам'янок.

## Поширення і екологія
Африканські кам'янки гніздяться на північному сході Марокко в Рифських горах, горах Середнього і Високого Атласу та центрального Антиатласу, а також в горах Орес і Джурджура на північному сході Алжиру. Взимку вони мігрують на південь, переважно до південної Мавританії, північного Сенегалу і західного Малі. Африканські кам'янки гніздяться на кам'янистих схилах Атлаських гір, місцями порослих чагарниками, серед скель і плато, на висоті від 1700 до 2300 м над рівнем моря. Зимують в саванах. Живляться комахами. Гніздяться в норах в землі або між камінням.